# Jihlava
Jihlava je grad u Češkoj Republici na granici povijesnih pokrajina Češke i Moravske i glavni grad pokrajine Vysočina. Ima oko 50.000 stanovnika. Grad je osnovan u 13. st. te je prvi rudarski centar u Češkoj (ondje postoje rudnici srebra od 9. st.). Tijekom husitskih ratova grad je bio katoličko uporište. U njemu je potpisan ugovor „Kompakta“ 1436. kojim su završeni husitski ratovi. Do Drugog svjetskog rata u gradu je živjelo mnogo Nijemaca, no sam je grad tijekom rata ostao dio Češke.
Danas je najvažnija tekstilna industrija i proizvodnja preciznih instrumenata. U gradu su značajne crkve sv. Jakova, sv. Ignacija Loyole, sv. Ivana Krstitelja i sv. Pavla. Ispod grada postoje katakombe.